# Червановка (Белопольский район)
Червановка (укр. Черванівка) — село,
Куяновский сельский совет,
Белопольский район,
Сумская область,
Украина.
Код КОАТУУ — 5920684906. Население по переписи 2001 года составляло 113 человек .

## Географическое положение
Село Червановка находится на расстоянии в 1 км от левого берега реки Локня.
На расстоянии в 1,5 км расположены сёла Иосипово и Новопетровка.
По селу протекает пересыхающий речей с запрудой.